# Escaryus molodovae
Escaryus molodovae är en mångfotingart som beskrevs av Titova 1972. Escaryus molodovae ingår i släktet Escaryus och familjen småjordkrypare. Inga underarter finns listade i Catalogue of Life.